# Le Pin (Seine-et-Marne)
Le Pin is een gemeente in het Franse departement Seine-et-Marne (regio Île-de-France) en telt 1124 inwoners (2004). De plaats maakt deel uit van het arrondissement Torcy.

## Geografie
De oppervlakte van Le Pin bedraagt 6,7 km², de bevolkingsdichtheid is 167,8 inwoners per km².
De onderstaande kaart toont de ligging van Le Pin (Seine-et-Marne) met de belangrijkste infrastructuur en aangrenzende gemeenten.

## Demografie
Onderstaande figuur toont het verloop van het inwonertal (bron: INSEE-tellingen).